# Wenonah (Nova Jersey)
Wenonah és una població dels Estats Units a l'estat de Nova Jersey. Segons el cens del 2006 tenia 2.333 habitants.

## Demografia
Segons el cens del 2000, Wenonah tenia 2.317 habitants, 844 habitatges, i 652 famílies. La densitat de població era de 922,3 habitants/km².
Dels 844 habitatges en un 35,3% hi vivien nens de menys de 18 anys, en un 66,4% hi vivien parelles casades, en un 8,6% dones solteres, i en un 22,7% no eren unitats familiars. En el 19,7% dels habitatges hi vivien persones soles el 7,1% de les quals corresponia a persones de 65 anys o més que vivien soles. El nombre mitjà de persones vivint en cada habitatge era de 2,7 i el nombre mitjà de persones que vivien en cada família era de 3,13.
Per edats la població es repartia de la següent manera: un 25,9% tenia menys de 18 anys, un 5,1% entre 18 i 24, un 26% entre 25 i 44, un 29,1% de 45 a 60 i un 13,8% 65 anys o més.
L'edat mediana era de 41 anys. Per cada 100 dones de 18 o més anys hi havia 93 homes.
La renda mediana per habitatge era de 71.625 $ i la renda mediana per família de 82.505 $. Els homes tenien una renda mediana de 57.381 $ mentre que les dones 37.500 $. La renda per capita de la població era de 34.116 $. Aproximadament el 2% de les famílies i el 2,5% de la població estaven per davall del llindar de pobresa.

## Poblacions més properes
El següent diagrama mostra les poblacions més properes.